# O Bardo e o Banjo
O Bardo e o Banjo (estilizado como o Bardo e o Banjo) é uma banda de folk e bluegrass formada no ano de 2012 em São Paulo.

## História

### O início
No dia 14 de fevereiro de 2012 nasce a ideia e conceito do "O Bardo e o Banjo" foi o dia em que Wagner Creoruska Junior foi sozinho para as ruas, com seu banjo e tocando percussão com os pés similar a um homem-orquestra, começou sua carreira de multi-instrumentista e compositor tocando nas esquinas movimentadas de São Paulo. Sua experiência com o banjo se iniciou em 2010 quando viajou para Inglaterra e comprou seu primeiro banjo, desde então aprendeu a tocar o instrumento. Tocando de forma acústica seu banjo e sua percussão com os pés (meia lua com o pé esquerdo e bumbo com o direito) ao mesmo tempo, começou a chamar atenção das pessoas que passavam pelas ruas de São Paulo.

### Duo com o violino
No dia 23 de março de 2012 durante uma das apresentações pelas ruas de São Paulo, Wagner chamou a atenção do violinista Antonio de Souza que também era músico de rua e estava de passagem, Antonio se encantou pelo estilo diferente e maneira singular que Wagner tocava, foi ai que Antonio pediu para tocar junto com ele naquele momento, o que era para ser uma jam session acabou virando algo constante, o próprio público pedia para Wagner tocar com o violinista e então "O Bardo e o Banjo" parou de ser um projeto solo para se tornar um duo.

### O trio
Estas apresentações espontâneas abriram portas para O Bardo e o Banjo, e começaram a aparecer convites para tocarem em casas de show, foi ai que Wagner sentiu a  necessidade e vontade de fazer O Bardo e o Banjo crescer mais, então resolveu chamar Marcus Zambello seu amigo de longa data, para integrar a banda cantando e tocando, em 25 de agosto durante o show do All Folks Fest no Centro Cultura Rio Verde (São Paulo) foi a entrada de Marcus Zambello tocando violão e cantando, mais tarde em outubro do mesmo ano Marcus comprou um bandolim fazendo dele seu instrumento oficial na banda.
Em 2012 o projeto começa a crescer, neste ano a banda viajou para Porto Alegre, Gramado e Rio de Janeiro para tocar nas ruas da cidade, tocou no Festival Red Bull SounderGround que reuniu artistas do mundo inteiro para tocar nas estações de metrô de São Paulo.

### Primeiras gravações
Em 2013 o Bardo e o Banjo lança seu primeiro EP, gravado nos dias 21, 22 e 23 de janeiro de 2013 no BTG Studio, Synergy  é o primeiro registro em estúdio do o Bardo e o Banjo. Lançado no dia que o projeto completava um ano desde que Wagner Creoruska Junior juntou seus instrumentos e saiu mostrando sua arte pelas ruas de São Paulo. O EP foi totalmente pago através das doações espontâneas das pessoas que viram o Bardo e o Banjo pelas ruas.
Em 2013 a banda começa aparecer na mídia no Canal TLC Discovery com o mini doc "Cenas Urbanas", na internet é lançando um episódio no canal continuecurioso , PHD Session e Studio 62  e a banda toca  por diversas cidades como Curitiba, Jaraguá do Sul, Joinville, Poços de Caldas, Juiz de Fora, Itajubá, Campinas, Botucatu, Votorantim e São Paulo. Festival FICA  (Festival Itajubense de cultura e arte), Festival UFSCAR de cultura e música em Votorantim/SP, O Mercado festival Gastronômico no Ibirapuera, festa alemã Stammtisch em Jaraguá do Sul e diversas unidades do SESC em São Paulo e interior. Neste mesmo ano a banda lança seu primeiro clipe "Homepath" com a participação de Rodrigo Haddad e os Mustache e os Apaches.

### O quarteto
Em 2014 o fim do trio aconteceu com a entrada na banda do baixista Mauricio Pilcsuk, ele que apareceu em uma das apresentações dizendo que queria muito fazer parte da banda. Em janeiro a apresentação do Sesc Vila Mariana é o show que marca a sua entrada definitiva, assim completando a formação da banda como um quarteto. Neste mesmo ano a banda aparece nos programas de TV Bom Dia Campo  (Canal Rural), Tribuna Independente  (Rede Vida), Em Troca de um Troco (Rede Record), SPTV  (Rede Globo). Participaram do festival Best of Blues Samsung . Públicações em impressos como Revista Veja SP, Jornal O Estado de S. Paulo  e Folha de S.Paulo. Lançaram o CD Folk N' Roll de músicas cover gravado ao vivo, onde a banda faz versão Bluegrass de vários clássicos do Rock. Fizeram sua primeira Tour pelo sul do Brasil para divulgar o CD Folk N Roll passando pelas cidades de Curitiba, Jaraguá do Sul, Blumenau, Florianópolis e Urussanga.

### Novo membro
Em meados de junho de 2015, o violonista Antonio de Souza, violinista, saiu da banda em razão de problemas pessoais, e foi substituído por Peter Harris, um estadunidense radicado há algum tempo no Brasil.

## Influências
O Bardo e o Banjo é uma banda folk com influências de bluegrass, old-time music, rock e música irlandesa. No rock as influências são diversas Lynyrd Skynyrd, ZZ Top, Bob Dylan e tantos outros e no bluegrass de todas as épocas desde Bill Monroe, Old & in the Way até o bluegrass moderno de Punch Brothers e Mumford & Sons entre outros.

## Integrantes
| - Wagner Creoruska Junior - vocal, banjo e percussão (2012 - presente) - Marcus Zambello - vocal, bandolim, percussão e sapateado (2012 - presente) - Mauricio Pilcsuk - vocal e contrabaixo (2014 - presente) - Peter Harris - violino (2015 - presente) | - Antonio de Souza - violino (2012 - 2015) |

## Discografia

### Álbuns de estúdio
- Homepath (2014)

### EPs
- Synergy (2013)
- Lakeside (2014)

### Ao vivo
- Folk n' Roll (2014)